# إحياء محرم
إحياء محرم تُعرف أيضًا باسم شعائر محرم، هي مجموعة من عادات وطقوس لإحياء ذكرى شهر محرم التي يمارسها المسلمون الشيعة بشكل أساسي. شهر محرم هو الشهر الأول من التقويم الهجري، تُقام العديد من الطقوس والمراسيم في الأماكن المعروفة باسم الحسينيات. يصادف هذا الحدث ذكرى معركة كربلاء (10 محرم سنة 61 هـ) عندما استشهد الإمام الحسين بن علي، حفيد الرسول محمد، على يد قائد الجيش عبيد الله بن زياد. وتعرض أفراد عائلة الحسين ورفاقه إما للقتل أو للإذلال. في كل سنة يتم إحياء شهر محرم، مع يوم عاشوراء الذي يعتبر اليوم الأهم. جوهر الشعائر عند الشيعة هو سرد القصص والنحيب والضرب على الصدر واللباس الأسود و وإعادة تمثيل معركة كربلاء كما تنتشر المواكب في أماكن عدة. كما يمارس جلد الذات، التطبير وضروب الظهور بالزناجيل. وعند عموم أهل السنة فإن يوم عاشوراء هو اليوم الذي نجّا الله فيه النبي موسى ومن معه من "بني إسرائيل" من قوم فرعون حيث فلق النبي بعصاه البحر وتمكن من الخروج بينما غرق فرعون وجنوده، ويصوم أهل السُّنة هذا اليوم كإحياء للسنة النبوية.

## التاريخ
يحيي الشيعة كل عام ذكرى موقعة كربلاء التي قتل فيها الحسين بن علي بن أبي طالب حفيد النبي وأصحابه، وذلك تبعاً لأوامر أئمّتهم. حيث كان ائمة اهل البيت يقيمون المآتم الحسينية في بيوتهم باعتباره شعيرةً دينية، وكانوا يحثّون الشيعة أيضا لإقامتها بقدر ما تسمح به ظروفهم، وكانوا يحثّون الشعراء على رثاء الحسين وذكر مصابه، فيبكون عليه. فاستمرت الشيعة في احياء المآتم الحسينية.
ومع قيام الحكومات الشيعية في العالم الإسلامي أخذ المأتم الحسيني طابعاً رسمياً. ففي مطلع القرن الرابع في فترة حكم البويهيون وفي عهد معز الدولة تم تحديد عشرة الأيام الأولى من شهر محرم لإحياء ذكرى واقعة الطف، وتم تحديد يومي تاسوعاء وعاشوراء كأيام تعطل فيها الأسواق والبيع والشراء بصورة رسمية وكانت تمارس في هذين اليومين طقوس إحياء واقعة الطف. وقد اتسع نطاق هذه المآتم. لكن في العقود الأخيره من حكم البويهيون منعت اقامة المآتم بسسب الاشتباكات التي حدثت. لكن على الرغم من وجود عددٍ من الصعوبات، إلا أنها استمرت حتى نهاية حكمهم.
وفي مصر عندما استولى الفاطميون على الحكم، أصبحت هذه المراسيم رسمية ثم استمرت حتى سقوط الدولة الفاطمية. وعندما أخذت الدولة الأيوبية بزمام الأمور منعت جميع الشعائر الشيعية. فاستمرت الشيعة في نهجها في هذه الفترة في السرّ والخفاء.
ثمّ منعت دولة السلاجقة جميع الشعائر الشيعية عندما تولت زمام الأمور. لكن مع بداية القرن السادس قللت من حدة مضايقاتها فكسب الشيعة قدرا من الحرية لممارسة طقوسهم. وتزامن القرن السابع مع ظهور دولة خوارزميون في الشرق وسقوط السلاجقة في بغداد. وما ورد من تقارير تاريخية عن هذا القرن يبين استمرار المآتم الحسينية. وفي فترة استيلاء المغول على العراق كان للشيعة الحرية في ممارسة شعائرهم.

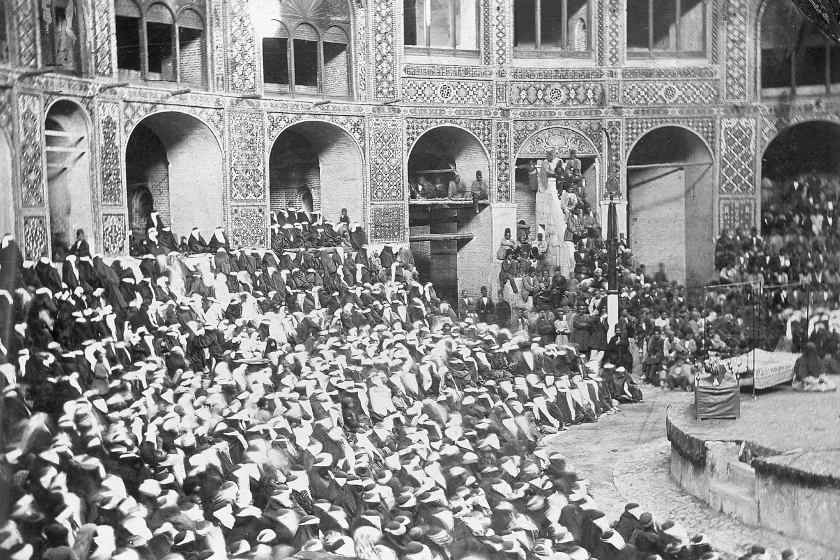
احياء محرم في تكية دولت في زمن القاجاريين

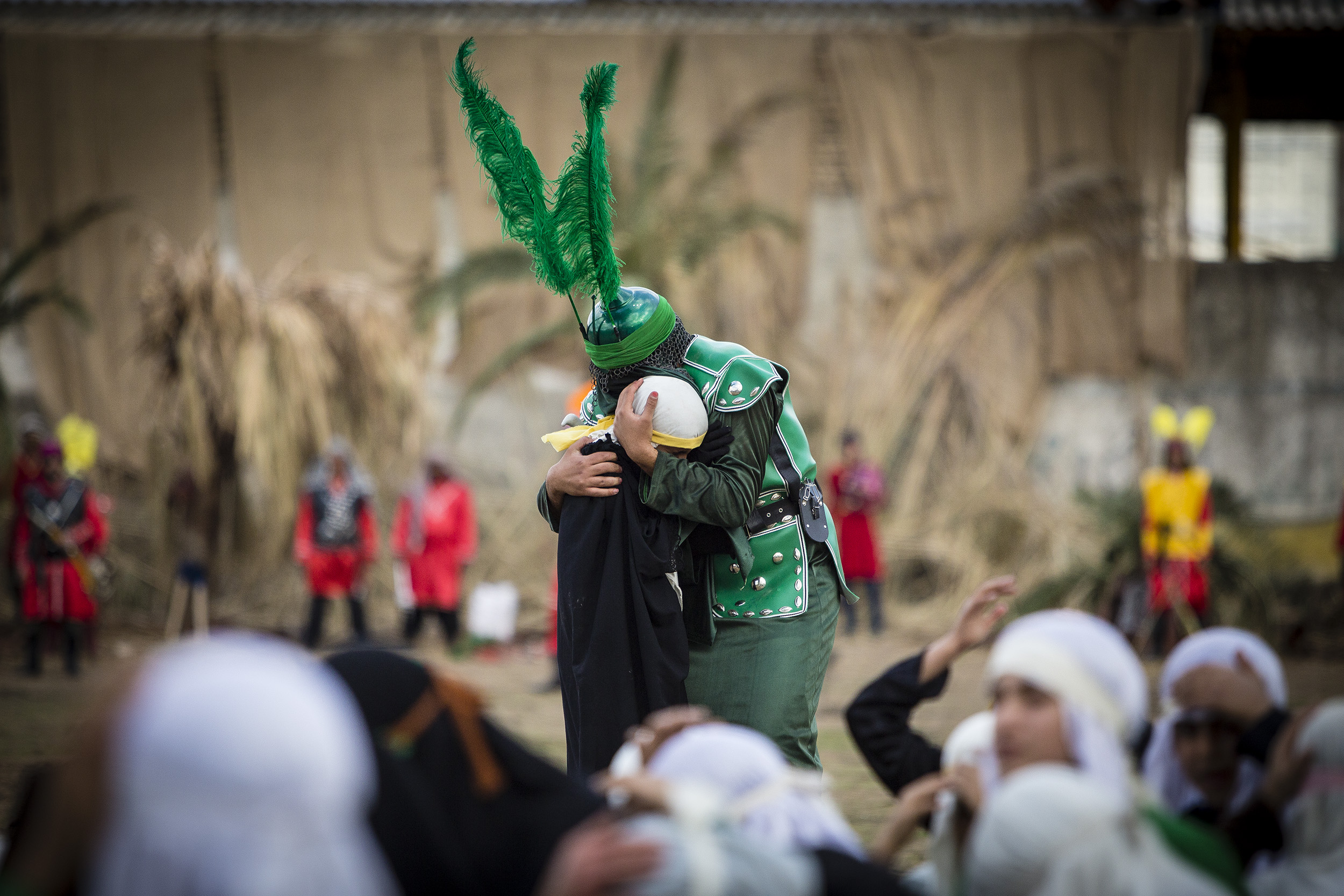
مراسيم التشابيه التي تجسد واقعة الطف

وعندما استولت الدولة الصفوية على إيران أصبح التشيع المذهب الرسمي، وقد همّت السلطة بنشر شعائره وتقاليده. وقد أولى ملوك الصفوية بالمآتم الحسينية في شهر محرم اهتماماً بالغاً حتى حين انشغالهم بالحروب. فكانوا يشاركون مع الناس في المآتم العامة المقامة في ساحة المدينة مرتدين زيّ الحداد، وكانت مواكب العزاء تمرّ من أمامهم.
ولكن ما إن استلم العثمانيون مقاليد الحكم في العراق حتى أصدروا أوامرهم بمنع إقامة العزاء الحسيني، فاضطر الشيعة إلى إقامة مجالس العزاء في البيوت بصورة سرية.
وفي الدولة القاجارية أيضا اولى الملوك اهتماما بالغا بالطقوس والشعائر الدينية. ومن بين الملوك كان ناصر الدين شاه اكثرهم اهتماما بها، وقد شاعت في عصره المآتم الحسينية خاصة التشابيه. ويشير عبد الله المستوي إلى كثرة هذه المآتم، في تقريره عن الوضع العام في تلك الفترة، قائلا: «كان يقام في مدينة طهران ما بين مائتين إلى ثلاثمائة مأتم، خلال العشرة الأولى من محرم، سواء المجالس التي يقيمها الأشراف أو عامة الناس.ومن الواضح أن هذا الأمر ما كان ليتحقق لولا مساعدة الحكومة.»

## اقامة الشعائر

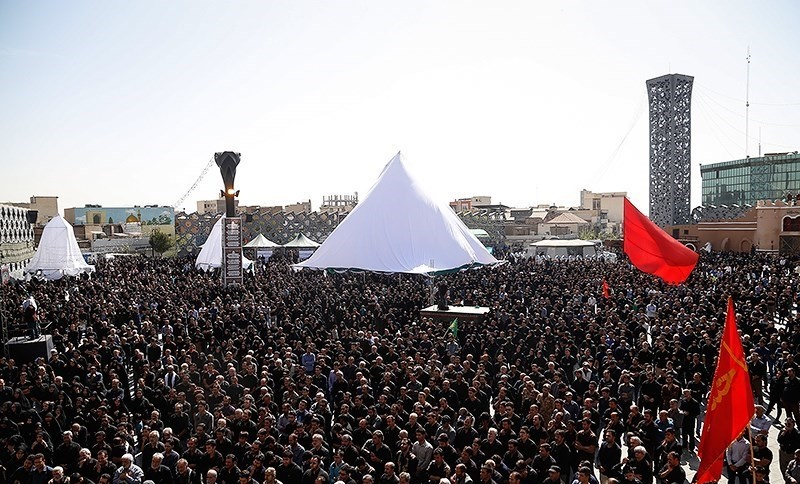
مجلس عزاء حسيني في إحدى ميادين طهران

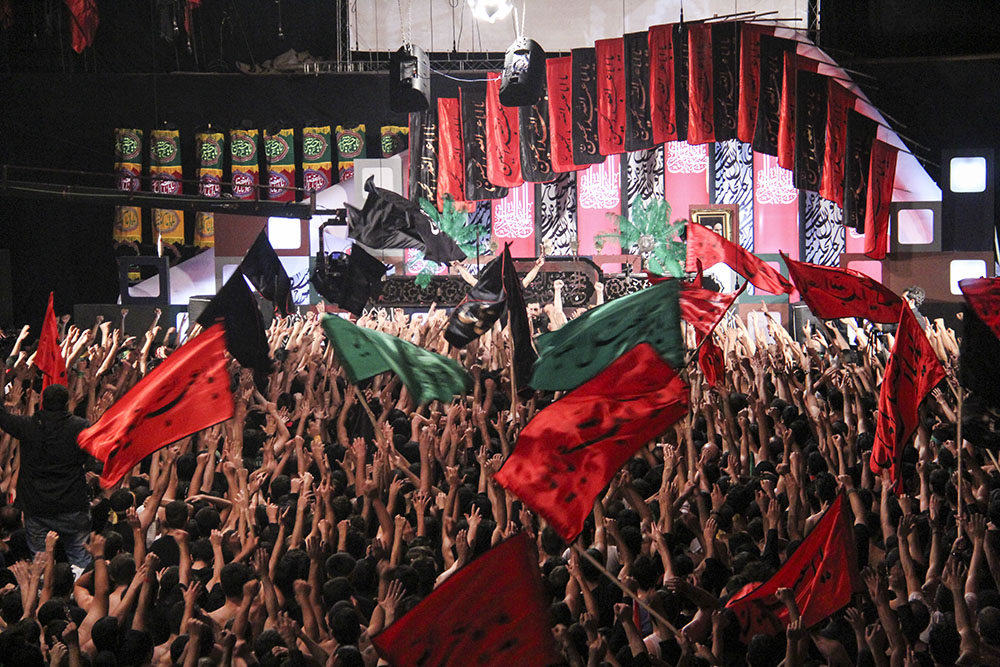
مجلس لطم حسيني

تتنوع مظاهر احياء محرم عند الشيعة بإقامة الشعائر المختلفة، فمن هذه الشعائر ارتداء الملابس السوداء وإقامةُ مجالس العزاء والبكاء على الإمام الحسين وأهل بيته، والتجمعُ في الحسينيات والسماع للخطيب الحسيني الذي عادة يجلس على المنبر ويقوم بذكر التعزية على الحسين ويتحدث تفصيل ما جرى عليه وعلى أهل بيته من القتل والسبي لإبكاء الحضور.
كما يتم السماع إلى الأشعار المُبكية التي ينشدُها شخص يُعرف باسم الرادود الحسيني. وتشهد تلكَ المجالس عادةَ اللطم على الصدر. كما ان هناك شعيرة التشابيه، وهي مسرحياتٌ تمثّل ما وقعَ للحسين في كربلاء. وعادة تقام تلك المسرحياتُ في أماكنَ مكشوفةٍ للجمهور. كما تسيّر المواكب لاستذكار تضحيات الامام الحسين وأهل بيته.
يبلغ العزاء ذروته في اليوم العاشر المعروف باسم يوم عاشوراء. وقد تستمر هذه الشعائر حتى 20 صفر وهو ما يُسمى بيوم الأربعين. وفي هذا اليوم يتوافد مئات الآلاف من الشيعة من كافة أنحاء العالم إلى أرض كربلاء لزيارة قبر الإمام الحسين. ويعمدُ الكثير من أولئك الزوار للمشي إلى كربلاء سيراً على الأقدام، طلباً للثواب والأجر.

## أعمال إرهابية أثناء إحياء محرم
الأعمال الإرهابية أثناء إحياء محرم تشير إلى الأعمال الإرهابية مثل القتل والاعتداء والنهب وغيرها مُستهدفة مُحيي ذكرى استشهاد الحسين بن علي في شهري محرم وصفر. حيث تواجه مراسيم إحياء الشعائر الحسينية في بعض الأحيان عمليات إرهابية تشمل هجمات انتحارية وتفجيرات واعتداءات مسلحة وغيرها من قبل بعض الجماعات المسلحة المتطرفة المخالفة للتشيع مثل تنظيم القاعدة وداعش.

## طالع أيضًا
- عاشوراء
- معركة كربلاء
- شعائر حسينية
- اليوم العالمي للطفل الرضيع